# アメリコ・モンタニーニ・スタジアム
アメリコ・モンタニーニ・スタジアム (スペイン語: Estadio Américo Montanini)は、コロンビアのブカラマンガにある多目的スタジアムである。

## 概要
1941年に建設された。収容人数は28,000人。
主にサッカーの試合に用いられ、コロンビア・プロサッカーリーグに所属するアトレティコ・ブカラマンガとレアル・サンタンデールがホームスタジアムとして使用している。
また、2010年にはコロンビアで開催された2010 U-20スダメリカーノ・フェメニーノの会場として使用された。

## 交通アクセス
サンタンデール工科大学の直ぐ側にある。パロネグロ国際空港からはタクシーで約30分。